# Radikal 50
Radikal 50 mit der Bedeutung „Tuch“ ist eines von 31 traditionellen Radikalen der chinesischen Schrift, die aus drei Strichen bestehen.
Mit 58 Zeichenverbindungen in Mathews’ Chinese-English Dictionary nimmt es eine mittlere Häufigkeit ein.

## Schriftzeichenverbindungen, die vom Radikal 50 regiert werden
| Striche | Zeichen                             |
| ------- | ----------------------------------- |
| +0      | 巾                                  |
| +01     | 巿 帀 币                            |
| +02     | 市 布 帄 帅                         |
| +03     | 帆 帇 师                            |
| +04     | 帉 帊 帋 希 帍 帎 帏 帐             |
| +05     | 帑 帒 帓 帔 帕 帖 帗 帘 帙 帚 帛 帜 |
| +06     | 帝 帞 帟 帠 帡 帢 帣 帤 帥 带 帧    |
| +07     | 帨 帩 帪 師 帬 席 帮 帯 帰 帱       |
| +08     | 帲 帳 帴 帵 帶 帷 常 帹 帺 帻 帼    |
| +09     | 帽 帾 帿 幀 幁 幂 幃 幄 幅 幆 幇 幉 |
| +10     | 幊 幋 幌 幍 幎 幏 幐                |
| +11     | 幈 幑 幒 幓 幔 幕 幖 幗 幘 幙 幚 幛 |
| +12     | 幜 幝 幞 幟 幠 幡 幢 幣 幤 幥       |
| +13     | 幦 幧 幨 幩                         |
| +14     | 幪 幫 幬                            |
| +15     | 幭 幮 幯                            |
| +16     | 幰                                  |
| +17     | 幱                                  |

 Im Unicodeblock Kangxi-Radikale ist das Radikal 50 unter der Codepointnummer 12.081 (U+2F31) codiert.